# Gegendämmerung
Als Gegendämmerung werden farbliche Dämmerungsphänomene am Himmel über dem der Sonne gegenüberliegenden Horizont – dem Gegenhorizont – bezeichnet, die vor Sonnenaufgang oder nach Sonnenuntergang durch Widerschein gestreuten Sonnenlichts in der Atmosphäre entstehen.

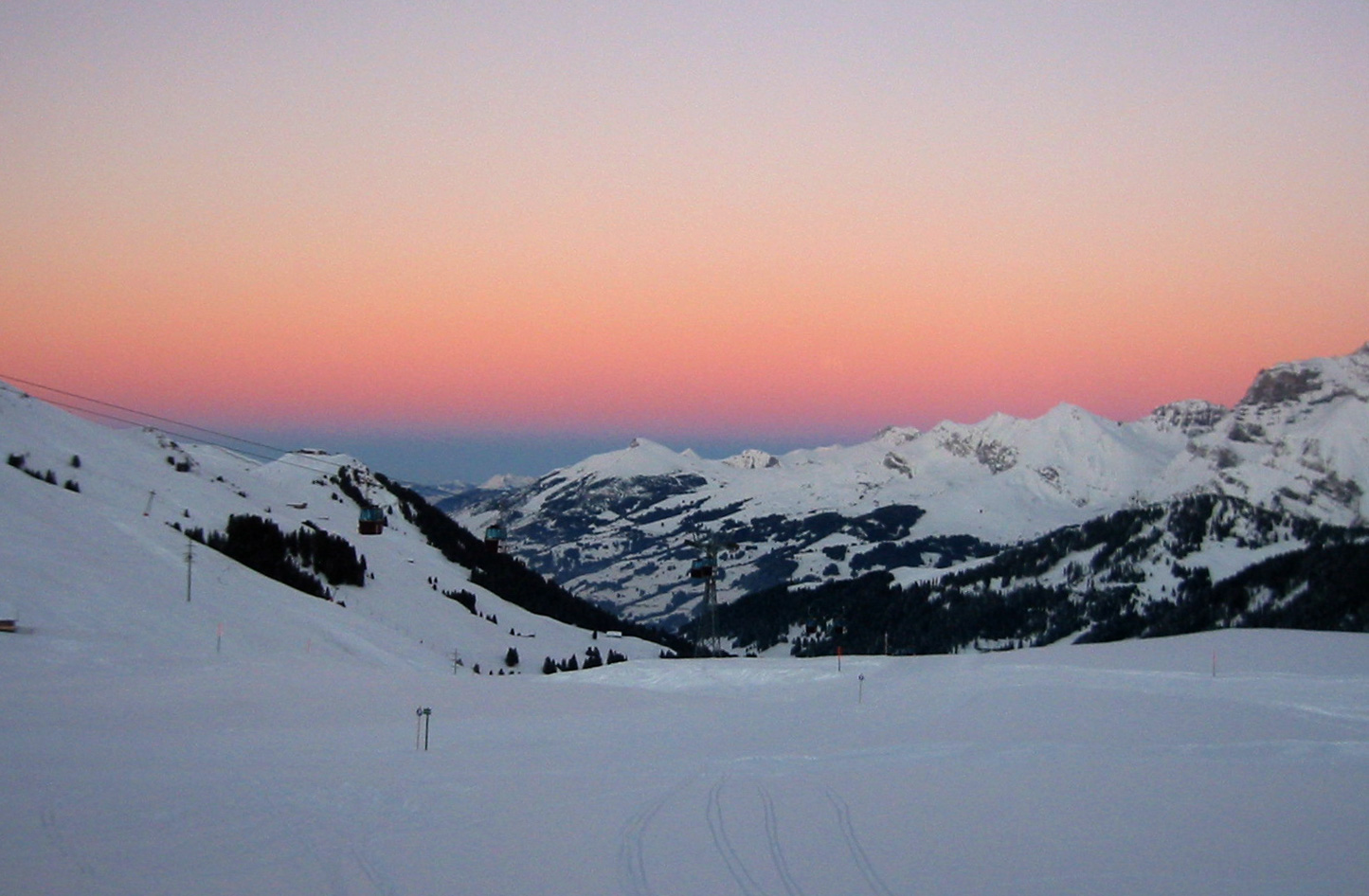
Obere Gegendämmerung mit dem Erdschattenbogen als graublauem Streifen über dem Horizont

Die orange-rötlichen und purpurnen Färbungen sowie deren Intensität können je nach Sonnenstand, atmosphärischen Bestandteilen, Höhenschichtung, Jahreszeit und Standort recht unterschiedlich sein. Der Wider- oder Gegenschein am Himmel über dem Gegenhorizont kommt durch Rückwärtsstreuung des Dämmerungslichtes an Luftmolekülen zustande. Der Weg dieses Streulichtes ist besonders lang, seine Stärke gering.
Unterhalb der Gegendämmerungserscheinungen kann der lichtarme, graublau erscheinende Erdschattenbogen zu beobachten sein, unscharf abgesetzt am Erdschattenrand durch einen purpurnen Farbsaum, den Hauptdämmerungsbogen oder Venusgürtel.
Bei einer Sonnentiefe von 2 bis 3° unterhalb des mathematischen Horizonts erreicht die Gegendämmerung zumeist ihre höchste Intensität als obere Gegendämmerung, danach verschwimmt die Abgrenzung zum Erdschattenbogen.
Bei einem Sonnenstand von 4 bis 5° unter dem Horizont kann die seltenere untere Gegendämmerung innerhalb des Erdschattenbogens beobachtet werden. Dabei handelt es sich um einen blassrötlich gefärbten Saum, der dann entsteht, wenn ein oberhalb des Sonnenunter- bzw. Sonnenaufgangspunktes auftretendes Purpurlicht im gegenüberliegenden Himmel widerscheint.